# Emily Jane Pfeiffer
Œuvres principales
Gerard's Monument (1873), The Rhyme of the Lady of the Rock, and how it grew (1884),  Flying Leaves from East and West (1885)
Emily Jane Pfeiffer (26 novembre 1827, Montgomeryshire - 23 janvier 1890, Putney) est une poétesse galloise, essayiste et philanthrope. Militante, elle s'engage pour le droit de vote des femmes, l'accès paritaire à l'enseignement supérieur, ainsi que pour la production de poèmes féministes. 

## Biographie
Originaire du Pays de Galles, Emily Jane Davis passe son enfance au milieu des paysages ruraux d'Oxfordshire, en Angleterre. La nature développe son imaginaire, tout comme les sympathies humaines qui caractérisent ses écrits. Loin de toute ville, l'instruction et les lectures de l'adolescente sont décousues et principalement transmises par son père. Après l'effondrement financier de la banque de son grand-père en 1831, la famille n'a pas les ressources nécessaires pour l'envoyer à l'école, mais son père, Thomas Richard Davis, l'encourage à peindre et à écrire de la poésie. En 1842, elle publie son premier livre, The holly branch.
En 1850, elle épouse le marchand de thé Jurgen Edward Pfeiffer. Cependant peu de temps avant son mariage, Emily Jane Davis tombe dans un état de prostration physique, qui durera en partie près d'une dizaine d'années après cet événement. Au cours de cette période, tout effort mental, même la lecture, lui est interdit. Grâce aux soins de son mari, elle retrouve la santé et comble ces années de vide par une prose prolifique.
Emily Jane Pfeiffer décède d'une pneumonie à son domicile de Putney, le 23 janvier 1890. À sa mort en 1890, elle laisse une partie de ses biens à sa nièce et à ses sœurs, bien que la majorité de son héritage, conformément aux souhaits de son mari qui lui avait laissé toute sa richesse, soit consacré à l'éducation des femmes et à la création d'un orphelinat pour filles. L'orphelinat est déjà été construit sur leur propriété avant son décès, mais à la suite d'un procès contre la succession, les bâtiments sont détruits et le terrain vendu en 1892. Une somme de 2 000 £ fut également attribuée en soutien à la construction d'Aberdare Hall, devenu une annexe de l'université de Cardiff.

## Carrière professionnelle
Emily Jane Pfeiffer est une auteure prolifique d'ouvrages et de poèmes. En 1873, le recueil Gerard's Monument lui permet d'intégrer le cercle des poètes anglais. L'auteure devient une militante enthousiaste, bien que tempérée, des réclamations des femmes. Avec son mari, elle rassemble autour d'elle un cercle d'amis littéraires et artistiques. Bien que très consciencieuse, elle compose ses textes avec beaucoup de facilité. Ses poèmes se sont surtout formés dans son esprit avant qu'ils ne soient rédigés sur papier et les manuscrits de ses travaux en prose étaient fréquemment envoyés à l'imprimeur avec peu de corrections.
À la suite de Gerard's Monument, l'auteure édite le volume Poems contenant 30 sonnets et obtient une reconnaissance générale. Cependant, le travail qui lui confère sa plus haute renommée en tant que poétesse est le recueil Sonnets and Songs, publié en 1887. Entre ces volumes de poésie, Emily Jane Pfeiffer rédige sa vision des femmes et du monde professionnel dans Women and Work. Elle édite divers essais sur ce thèmes et d'autres sujets dans Contemporary Review. Son ouvrage Flying Leaves from East and West est peut-être de toutes ses publications, le livre le plus connu des lecteurs américains,.
En 1889, elle compose Flowers of the night, une collection de sonnets publiée après la mort de son mari. Les textes abordent autant les thèmes de la peine et de la consolation, que de la situation juridique désavantageuse des femmes. Après la perte de son mari, Emily Jane Pfeiffer tombe dans une profonde dépression. Ses poèmes sont alors le produit de nuits d'insomnie, provoquées par une angoisse continue, qu'elle tente de soulager  par l'écriture.

## Publications
- Gerard's Monument : And Other Poems, 1873, BiblioBazaar, 308p, 166p, réédition 2009,  (ISBN 1103695622)
- Poems
- Glan Alark
- Quarterman's Grace
- Under the Aspens; Kellock Robertson Press, 320p, réédition 2010,  (ISBN 1446007863)
- Valisneria, Nabu Press, 330p, réédition 2012,  (ISBN 1286545161)
- Sonnets and Songs, 1880, Kessinger Publishing, 114p, réédition 2010,  (ISBN 1164841963)
- The Rhyme of the Lady of the Rock, and how it grew, 1884, Facsimile Publisher, 190p, réédition 2015,  (ISBN 1165146479)
- Women and Work
- Contemporary Review
- Flying Leaves from East and West, 1885, Londres, Field and Tuer, New York, Scribner and Welford, BiblioBazaar, 308p, 166p, réédition 2009,  (ISBN 111311441X)
- Flowers of the night
- Margaret ; or, The Motherless, BiblioBazaar, 166p, réédition 2008,  (ISBN 0559448856)